# O.P. Anderson Aquavit
O.P. Anderson Aquavit er en svensk akvavit med smag af kommen, fennikel og anis. Akvavitten blev lanceret i 1891 i forbindelse med Göteborgsutställningen og er opkaldt efter en svensk industrimand, Olof Peter Anderson. Dette er Sveriges ældste akvavit i produktion. I dag produceres den økologisk. Den er blevet kåret som den bedste snaps af Ekstra Bladet i januar 2011.[kilde mangler] Alkoholstyrken er opgjort til 40% af volumen.
| Mad og drikke | Spire Denne artikel om mad og drikke er en spire som bør udbygges. Du er velkommen til at hjælpe Wikipedia ved at udvide den. |